# Chalifert
Chalifert est une commune française située dans le département de Seine-et-Marne en région Île-de-France.

## Géographie

### Localisation

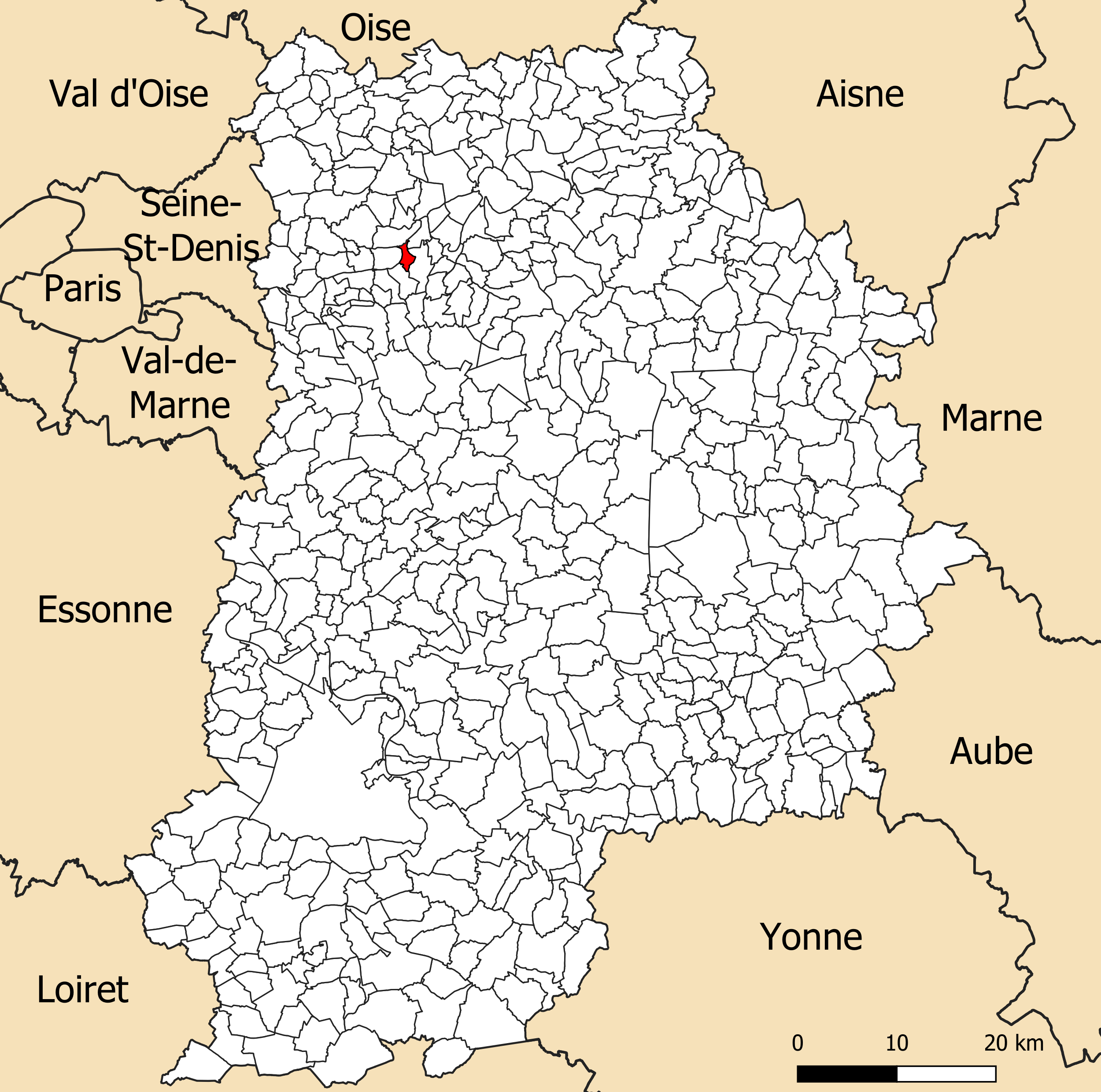
Localisation de la commune de Chalifert dans le département de Seine-et-Marne.

Chalifert est située à environ 25 km à l'est de Paris dans l'arrondissement de Torcy. En 2007, elle a intégré la communauté d'agglomération de Marne et Gondoire.

### Communes limitrophes
Chalifert est bordée au nord par la commune de Jablines, au nord-est par la commune de Lesches, à l'est par la commune de Coupvray, au sud par la commune de Chessy, et à l'ouest par la commune de Dampmart de laquelle elle est séparée par la Marne.
|          | Jablines  | Lesches  |
| Dampmart | Chalifert | Coupvray |
|          | Chessy    |          |

### Géologie et relief
L'altitude de la commune varie de 39 mètres à 120 mètres pour le point le plus haut, le centre du bourg se situant à environ 114 mètres d'altitude (mairie). Elle est classée en zone de sismicité 1, correspondant à une sismicité très faible.
La topographie communale, en bordure du plateau briard, permet de révéler en affleurement sur le versant des coteaux la succession des différentes couches géologiques (du contrebas des coteaux jusqu’aux zones urbanisées) :
- des formations sablonneuses ;
- des formations calcaires ;
- des formations marneuses et argileuses ;
- des limons des plateaux.

Les limons des plateaux correspondent à la couche superficielle qui couronne l’ensemble des formations. Cette formation est propice au développement agraire d’où l’exploitation agricole du plateau de Brie. Seul le fond de vallée est recouvert d’alluvions sur lesquels s’est développé le marais de Lesches.
La formation argilo-marneuse sous-jacente possède la particularité de gonfler ou de se rétracter en fonction de la teneur en eau des sols. Sa présence rend possible des tassements différentiels des terrains à la suite de longues périodes de sécheresse qui peuvent être à l’origine de fissures au niveau des bâtiments et de mouvements de rétraction et de fluage du sol. Ces tassements différentiels sont de nature à engendrer des désordres au niveau des constructions et constituent un risque majeur dans les secteurs concernés de la commune.
Ces risques, consécutifs aux variations pluviométriques, sont essentiellement à craindre à flanc de coteau, où la faible consistance des marnes et argiles facilite les glissements de terrain. Néanmoins aucun glissement n’a encore été recensé.
Le visualiseur Info Terre du Bureau de recherche géologique et minière (BRGM) permet d'accéder avec précision à cette cartographie.

### Hydrographie

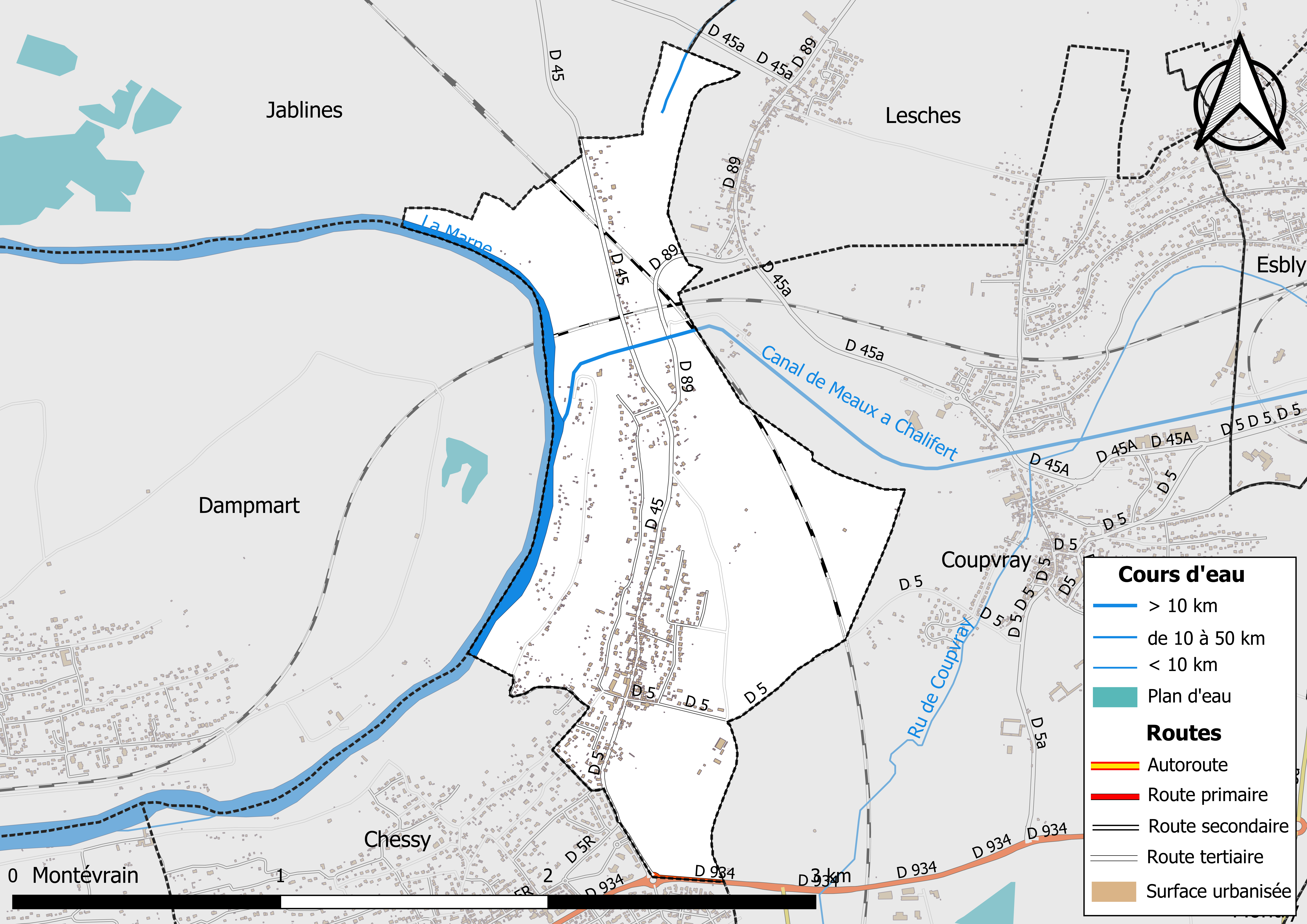
Carte des réseaux hydrographique et routier de Chalifert.

Le système hydrographique de la commune se compose de trois cours d'eau référencés :
- la rivière la Marne, longue de 514,26 km[4], principal affluent de la Seine ;
  - le ru du Rapinet, long de 5,68 km[5], qui conflue dans un bras de la Marne[6] ;
- le canal de Meaux à Chalifert, long de 12,60 km[7] se jette dans La Marne au niveau de la commune de Dampmart.

Par ailleurs, son territoire est également traversé par l’aqueduc de la Dhuis.
La longueur totale des cours d'eau sur la commune est de 3,18 km.

### Climat
Pour des articles plus généraux, voir Climat de l'Île-de-France et Climat de Seine-et-Marne.
En 2010, le climat de la commune est de type climat océanique dégradé des plaines du Centre et du Nord, selon une étude du CNRS s'appuyant sur une série de données couvrant la période 1971-2000. En 2020, Météo-France publie une typologie des climats de la France métropolitaine dans laquelle la commune est exposée à un climat océanique altéré et est dans la région climatique Nord-est du bassin Parisien, caractérisée par un ensoleillement médiocre, une pluviométrie moyenne régulièrement répartie au cours de l’année et un hiver froid (3 °C).
Pour la période 1971-2000, la température annuelle moyenne est de 10,8 °C, avec une amplitude thermique annuelle de 14,7 °C. Le cumul annuel moyen de précipitations est de 729 mm, avec 11,1 jours de précipitations en janvier et 8 jours en juillet. Pour la période 1991-2020, la température moyenne annuelle observée sur la station météorologique la plus proche, située sur la commune de Torcy à 10 km à vol d'oiseau, est de 12,1 °C et le cumul annuel moyen de précipitations est de 716,4 mm,. Pour l'avenir, les paramètres climatiques de la commune estimés pour 2050 selon différents scénarios d'émission de gaz à effet de serre sont consultables sur un site dédié publié par Météo-France en novembre 2022.

### Milieux naturels et biodiversité

#### Espaces protégés
La protection réglementaire est le mode d’intervention le plus fort pour préserver des espaces naturels remarquables et leur biodiversité associée,.
Un  espace protégé est présent sur la commune : 
le « Marais de Lesches », objet d'un arrêté préfectoral de protection de biotope, d'une superficie de 84 ha.

#### Réseau Natura 2000

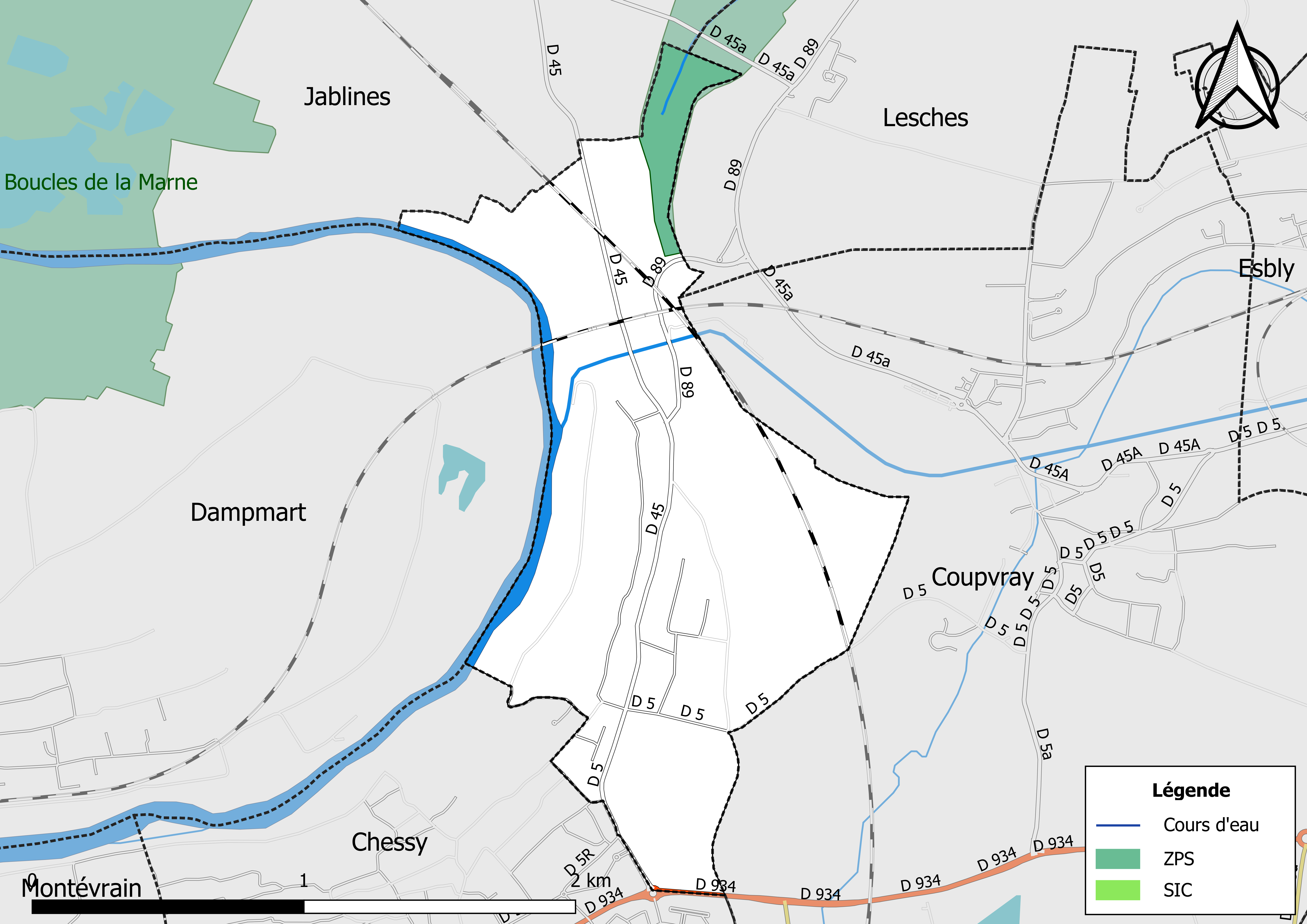
Sites Natura 2000 sur le territoire communal.

Le réseau Natura 2000 est un réseau écologique européen de sites naturels d’intérêt écologique élaboré à partir des Directives « Habitats » et « Oiseaux ». Ce réseau est constitué de Zones spéciales de conservation (ZSC) et de Zones de protection spéciale (ZPS). Dans les zones de ce réseau, les États Membres s'engagent à maintenir dans un état de conservation favorable les types d'habitats et d'espèces concernés, par le biais de mesures réglementaires, administratives ou contractuelles.
Un  site Natura 2000 a été défini sur la commune au titre de la « directive Oiseaux » :  les « Boucles de la Marne », d'une superficie de 2 641 ha, un lieu refuge pour une population d’Œdicnèmes criards d’importance régionale qui subsiste malgré la détérioration des milieux,.

#### Zones naturelles d'intérêt écologique, faunistique et floristique
L’inventaire des zones naturelles d'intérêt écologique, faunistique et floristique (ZNIEFF) a pour objectif de réaliser une couverture des zones les plus intéressantes sur le plan écologique, essentiellement dans la perspective d’améliorer la connaissance du patrimoine naturel national et de fournir aux différents décideurs un outil d’aide à la prise en compte de l’environnement dans l’aménagement du territoire.
Le territoire communal de Chalifert comprend trois ZNIEFF de type 1, : 
- le « Marais du Refuge » (135,43 ha), couvrant 3 communes du département[23] ;
- le « plan d'eau de la Boucle de Jablines » (509,63 ha), couvrant 3 communes du département[24] ;
- les « prés humides de Coupvray » (17,62 ha), couvrant 2 communes du département[25] ;

et un ZNIEFF de type 2,, 
la « vallée de la Marne de Coupvray à Pomponne » (3 619,57 ha), couvrant 17 communes du département.

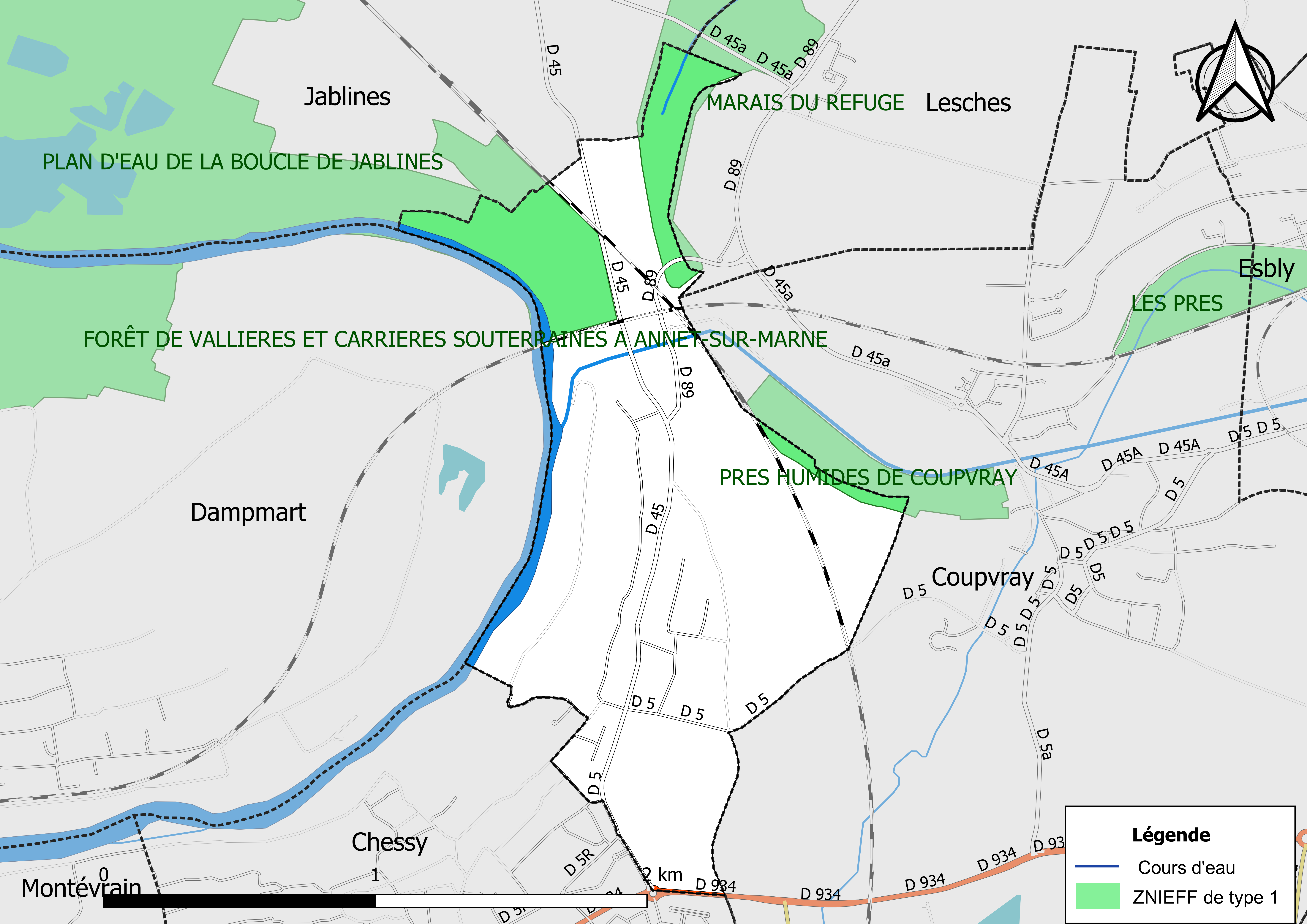
Carte des ZNIEFF de type 1 de la commune.
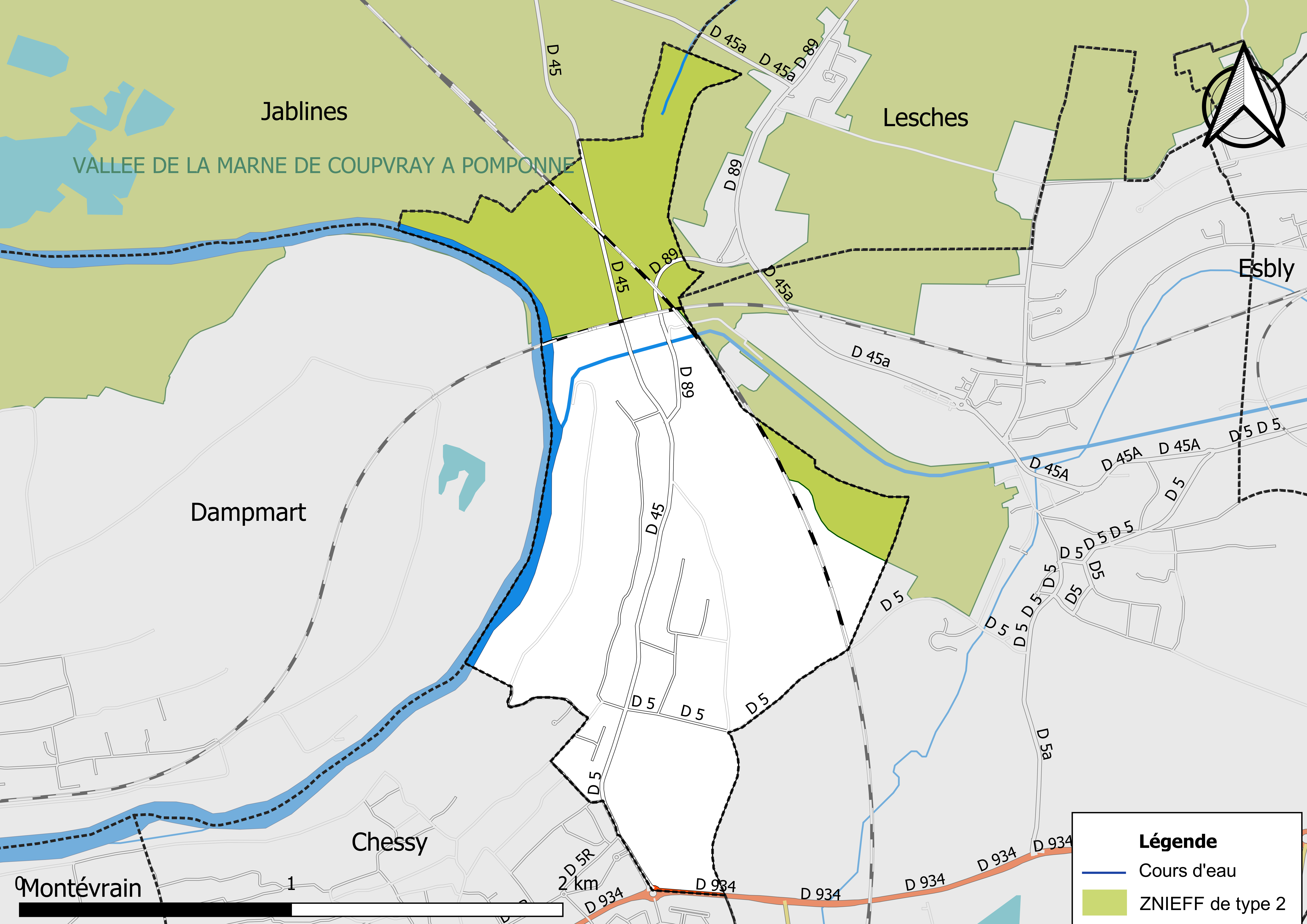
Carte des ZNIEFF de type 2 de la commune.

## Urbanisme

### Typologie
Au 1er janvier 2024, Chalifert est catégorisée ceinture urbaine, selon la nouvelle grille communale de densité à sept niveaux définie par l'Insee en 2022.
Elle appartient à l'unité urbaine de Paris, une agglomération inter-départementale regroupant 407  communes, dont elle est une commune de la banlieue,,. Par ailleurs la commune fait partie de l'aire d'attraction de Paris, dont elle est une commune de la couronne,. Cette aire regroupe 1 929 communes,.

### Lieux-dits et écarts

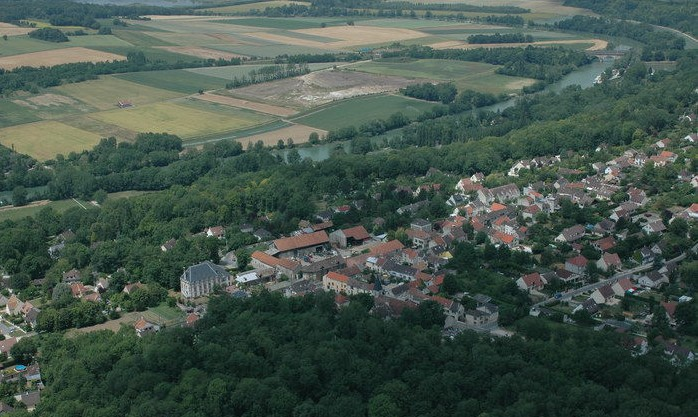
Le centre village, axe SE-NW.

La commune compte 57 lieux-dits administratifs répertoriés consultables ici (source : le fichier Fantoir).

### Occupation des sols
- En 2003 :
  - 70 % du territoire communal appartient au domaine rural (forêt, eau, agriculture).
  - 30 % du territoire est occupé par le domaine urbain constitué pour l'essentiel par de l'habitat individuel, de l'urbain ouvert et enfin les infrastructures de transports dont le taux d'occupation est de 4 %, soit 16 % du domaine urbain.

En 1982 les proportions étaient respectivement de 77 % pour le premier et 23 % pour le second.
Chalifert a su résister à la pression immobilière consécutive à l'implantation du Parc d'Eurodisney jusque dans les années 2000.
Depuis, le conseil municipal de Laurent SIMON a décidé de raser le centre bourg en commençant en 2010 par le pigeonnier, puis vers 2015 en rasant l'ancien café situé en face et en 2018 il autorise la démolition de la ferme située au cœur du village et datant d'avant Napoléon III pour y construire un ensemble bétonné de 150 logements.
Cette décision conduit ainsi à l'éviction du dernier agriculteur du village.
La proportion du domaine urbain devrait encore  s'accroître dans les années à venir avec l'aménagement d'une ZAC dans la partie sud du village.
L'ensemble de ces données et les cartes interactives sont disponibles sur le site de l'Institut d'aménagement et d'urbanisme de la région Ile-de-France.
- En 2018[34], le territoire de la commune se répartit[Note 7] en 42,5 % de forêts, 29,6 % de zones urbanisées, 22,9 % de terres arables, 4 % d’espaces verts artificialisés non agricole et 0,9 % de zones agricoles hétérogènes[Note 8],[8],[35].

### Logement
En 2016, le nombre total de logements dans la commune était de 565 dont 83,9 % de maisons et 14 % d'appartements.
Parmi ces logements, 86,7 % étaient des résidences principales, 2,8 % des résidences secondaires et 10,4 % des logements vacants.
La part des ménages fiscaux propriétaires de leur résidence principale s'élevait à 79,8 % contre 17,1 % de locataires et 3,1 % logés gratuitement.

### Voies de communications et transports
La commune est desservie par les lignes 2223, 2233 et 2263 du réseau de bus Marne-la-Vallée d'Île-de-France Mobilités. Ce service est complété par un ramassage scolaire pour les élèves de Chalifert se rendant au collège du Vieux-Chêne de Chessy et au lycée Van Dongen de Lagny sur Marne.
Depuis avril 2024, la commune est desservie en soirée par le bus de Soirée Val d'Europe, permettant de relier la gare du Val d'Europe.

## Toponymie
Chailliffernum en 1179 ; Ecclesia Sancti Jacobi de Califerno (1182) ; Ecclesia Sancti Jacobi de Chalifer (1182) ; Villa Califerni (1213) ; Challiffer (1277) ; Califerne (XIIIe siècle) ; Challifernum (1301) ; Chaillifer (1370) ; Charlliffer (1374) ; Abbatissa de Fercalo (1384) ; Callifer (XIVe siècle) ; Challifer près Laigny (1528) ; Challiffert (1530) ; Challifer (1543) ; Chasliffert (1577) ; Chaliffer (1678) ; Chalifer en Brie (1628)[réf. nécessaire].
Chailliffernum évoque un composé de chaille + ifern pour désigner probablement un souterrain (ifem) creusé dans le tuf (« chaille »), ici coteau caillouteux. Chalifert est prés d'une ancienne carrière.

## Histoire

### Préhistoire
Le Haut Château est un lieu-dit situé en bordure nord de Chalifert sur la commune de Jablines. Découvert à l'occasion des fouilles effectuées préalablement à la construction de la ligne d'interconnexion des TGV, le site du Haut Château a révélé une mine néolithique de silex qui a fait l'objet, pour la première fois en France, d'une fouille extensive. Plus de 1 000 structures ont ainsi été repérées et 58 puits intégralement explorés. Les résultats des études conduites par une équipe pluridisciplinaire sont présentés en détail dans un ouvrage qui leur est consacré. Ce dernier est le premier de la série "Archéologie et grands travaux ", créée au sein des "Documents d'Archéologie Française" afin d'accueillir les publications des opérations de sauvetage de grande ampleur, et en majeure partie financée par les responsables de ces aménagements en milieu rural et urbain. Enfin, le site est replacé dans son environnement régional et comparé à des sites du même type en France et dans le reste de l'Europe.
C'est à titre que ce site est inscrit au répertoire des monuments historiques. Le périmètre de protection inclut la partie sud de Jablines et le nord de Chalifert.

### Moyen Âge
Au Moyen Âge la commune est citée dans un document en date de 1182. Il fut émis par la Chancellerie de Philippe-Auguste et porte le sceau du roi. Il confirme un contrat d'échange entre les abbés du couvent de Saint-Magloire et ceux du couvent de Marmoutiers, ces derniers cédant aux premiers le prieuré Saint-Jacques de Chalifer (qui longtemps s'est écrit sans "t"), une église à Chaumont et une maison à Versailles, en échange de leur église de Léon.

### Temps modernes
Aux Guy de Chalifert succéda Jean de Chalifert, au commencement du XIVe siècle. Cette famille fut remplacée à la fin du XVe siècle par la famille Grangier. Au lieu-dit Grampierre étaient une seigneurie et un manoir féodal qui appartient au XVIIe à Gaston de Grieu, un conseiller du roi. Le manoir féodal était construit sur les hauteurs de Chalifert. La dernière tour à créneaux surmontée d'un belvédère a disparu au XIXe siècle. Ce sont les fondations de cette tour qui servent de mur de soutènement aux terres de la colline. La famille Pignard règne sur Chalifert depuis les premières années du XVIe siècle.
En 1600, Vespassien Grangier était capitaine de cinquante hommes d'armes, bailli de Meaux, seigneur de Montceau et de Jablines. Il hérite de la seigneurie par son mariage avec la fille de Guy Pignard. Il eut un fils qui lui succéda dans ses possessions et dans ses charges, Nicolas Grangier, et une fille qu'il maria à Henri Bazin, vicomte de Fresnes, bailli de Soissons. Couvert de dettes, Nicolas Grangier vend la terre de Chalifert en 1672 au comte de Fourcy, seigneur de Chessy. À partir de cette date et jusqu'à la Révolution, les seigneurs de Chessy sont également ceux de Chalifert : les Chastenet de Puységur, Joseph Micault d'Harvelay et les Laborde de Méréville.
À la fin du XVIIe siècle, seulement 1400 quintaux de blé passent par le marché de Meaux car il souffre de la concurrence des ports de Jablines, Trilbardou, Chalifert, Lagny-sur-Marne, Noisiel, Annet-sur-Marne, Fresnes qui permettent aux laboureurs de vendre directement à Paris au détriment de l'approvisionnement meldois
En 1776, la commune comporte 105 feux et 260 communiants. En 1789, elle fait partie de l'élection de la généralité de Paris.
Chalifert est régi par la coutume de Paris. L'église de Chalifert, telle qu'elle nous apparaît aujourd'hui, remonte au XVIIIe siècle. Elle a été reconstruite en grande partie aux frais de Joseph Micault d'Harvelay, seigneur de Chessy et de Chalifert. Elle n'a qu'une nef, mais son chœur est flanqué de deux bas-côtés. L'intérieur de l'église présente des boiseries du XVIIIe siècle.

### Époque contemporaine
Le presbytère et son jardin sont accolés à l'église Saint-André, il fut vendu comme bien national le 17 novembre 1796 à Étienne-Robert Benoit demeurant à Luzarches. Il est revendu en 1801 à Claude Lermina, administrateur de l'école polytechnique. Mmes de Pressigny et de Baumal le cèdent en 1818 à la mairie. Le presbytère est désormais une propriété privée. Une partie des vitraux de l'église est offerte au XIXe siècle par les propriétaires du château de Chalifert, et représente les saints patrons de leurs enfants. À noter un retable polychrome qui entoure un tableau original d'Henry Scheffer offert par le peintre : "Le Christ au Jardin des Oliviers" de 1855. En 1820, le village compte 420 habitants. La population a diminué, écrit M. Michelin dans ses Essais historiques, par suite des émigrations en faveur de la capitale qui, dans la pensée des habitants, promet plus d'aisance et moins de fatigues. Il y a alors deux fermes et quatre charrues. Le terroir de la commune est en terres labourables, une partie est en vignes, bois et prairies. On y récolte beaucoup de fruits. Le canal, ouvert en 1846, a pour but de faciliter la navigation et réduire le trajet des bateaux entre Meaux et Chalifert. En fin de parcours, le canal traverse le coteau de Chalifert par un souterrain de 290 m dont la voûte est en plein cintre de 9 m de diamètre avec 6 m d'élévation au-dessus du plan d'eau…
En 1900, Henri Lebasque exécute une peinture à l'huile sur toile intitulé "La Marne à l'écluse de Chalifert", conservé au musée Lambinet, à Versailles. L'histoire du kayak-polo relate l’existence de sa première manifestation en France, le 23 juin 1929 à Chalifert, où, lors de la réunion nautique du Canoë Club de France, structure mère de la FFCK, monsieur Jaubert dirigea une compétition par équipe de "repêchage de balles en canoë".
Depuis le 1er janvier 2007, la commune de Chalifert fait partie de la communauté d'agglomération de Marne et Gondoire.
En 1936 il y avait un terrain naturiste.Le Camp des amis de la nature.

## Politique et administration

### Politique de développement durable

#### Agenda 21
La commune a engagé une politique de développement durable en lançant une démarche d'Agenda 21 en 2005.

#### Déchets
La collecte des déchets est assurée deux fois par semaine (mercredi et samedi) par la société mandatée par le Syndicat intercommunal pour l'enlèvement et le traitement des résidus ménagers de la région de Lagny-sur-Marne (Sietrem). Une fois par trimestre il est procédé à l'enlèvement des encombrants. La mairie complète ce service par l'enlèvement des déchets verts deux fois par mois entre avril et octobre sur demande des administrés.

#### Risques majeurs
La commune est exposée à deux types de risques,, :
- Les inondations, une carte des zones inondables a été établie par le ministère de l'Écologie[53].
- Le retrait et gonflement des argiles. Une carte avec le niveau graduel des aléas a été établie par le Bureau de recherche géologique et minière[54].

Entre 1983 et 2021 la commune a fait l'objet de dix-sept arrêtés de reconnaissance de l'état de catastrophe naturelle :
- neuf pour inondations et coulée de boue,
- huit pour différentiels consécutifs à la sécheresse et/ou réhydratation du sol

La commune dispose d'un plan de prévention des risques naturels prévisibles.
Conformément à la réglementation en vigueur :
« I. - Les acquéreurs ou locataires de biens immobiliers situés dans des zones couvertes par un plan de prévention des risques technologiques ou par un plan de prévention des risques naturels prévisibles, prescrit ou approuvé, dans des zones de sismicité ou dans des zones à potentiel radon définies par voie réglementaire, sont informés par le vendeur ou le bailleur de l'existence de ces risques. »
— Article L125-5 du Code de l'environnement français
- Le plan de prévention des risques naturels prévisibles (PPR-inondation)

Parmi les risques naturels majeurs auxquels la France doit faire face, les inondations constituent actuellement les catastrophes les plus courantes. La prévention regroupe l'ensemble des dispositions à mettre en place pour réduire l'impact de ce phénomène naturel sur les personnes et les biens. Elle repose sur quatre principes qui sont :
- éviter l'apport de population dans les zones soumises aux aléas les plus forts,
- n'autoriser que les constructions et aménagements étant compatibles avec les impératifs de la réduction de leur vulnérabilité ,
- ne pas dégrader les conditions d'écoulement et l'expansion des crues,
- empêcher l'implantation des établissements sensibles (écoles, accueil de personnes âgées ou malades…) stratégiques (établissement de mobilisation des secours) dans les zones exposées.

Les Plans de prévention des risques (PPR) sont élaborés par les services de l'État et ont valeur de servitude d'utilité publique. Le PPR est constitué d'une notice de présentation, d'un règlement, ainsi que des cartes.
En fonction de la vulnérabilité des zones et de l'enjeu, huit zones ont été définies et sont désignées par des couleurs. À chaque zone correspond des aménagements et des constructions admis ou interdits.
À Chalifert :
- les zones inondables couvrent l'intégralité des terrains situés entre la Marne et le Chemin de Meaux. Dans ces zones, l'aléa est classé de fort à très fort, c'est-à-dire que la hauteur de submersion est comprise entre 1 et 2 mètres pour les premiers, et plus de 2 mètres pour les seconds,
- en termes d'enjeu, les services de l'État ont classé ces mêmes zones en « champs d'inondation à préserver », c'est-à-dire que ces zones constituent des zones d'expansion des crues jouant un rôle déterminant en réduisant momentanément, à l'aval, le débit des crues,
- les terrains sont soit en zone rouge, soit en zone marron. Seul le Chemin de Meaux est classé en zone jaune foncé. La zone rouge est une zone dans laquelle les possibilités de construction sont extrêmement faibles, la zone marron est une zone d'expansion des crues dans laquelle l'aléa est suffisamment fort pour y interdire la poursuivre de l'urbanisation.

Afin de compléter le PPR, le Ministère de l'écologie, de l'énergie, du développement durable et de l'aménagement du territoire a mis en place le réseau "Vigicrues" qui permet au public de connaître en temps réel le niveau de vigilance face au risque de crue. Chalifert dispose d'une station à l'aval de l'écluse et connectée à ce réseau.
L'état de vigilance particulière requise est déterminé en suivant le lien Seine Moyenne Yonne Loing et la couleur de la section dénommée "Marne aval".
- Le plan communal de sauvegarde (PCS) - (à compléter)
- Le document d'information communal sur les risques majeurs (Dicrim) - à compléter

#### Carte stratégique du bruit

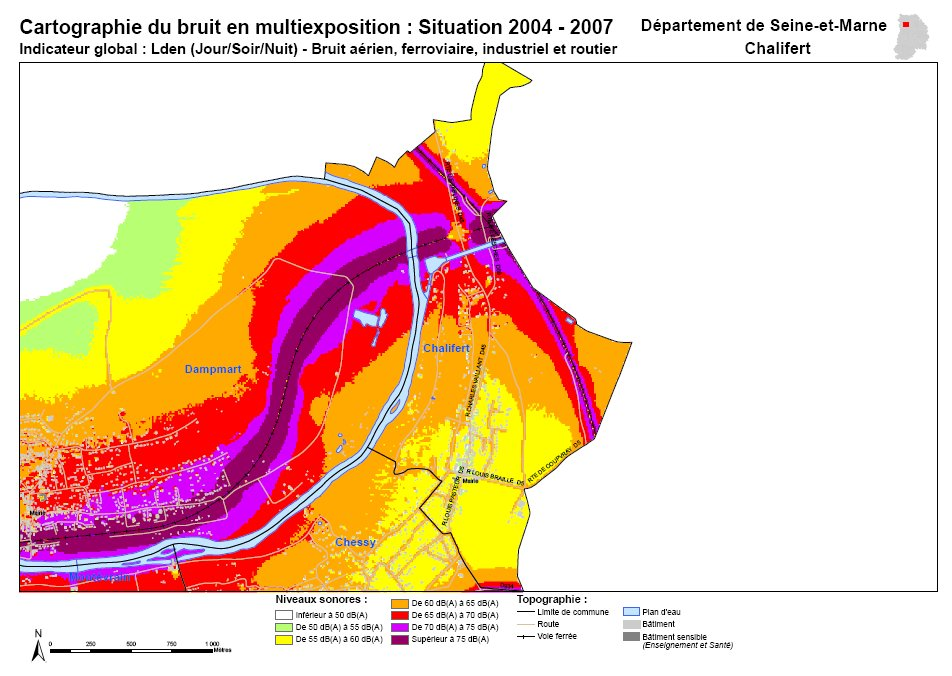
Carte de bruit multi-exposition Lden de Chalifert.

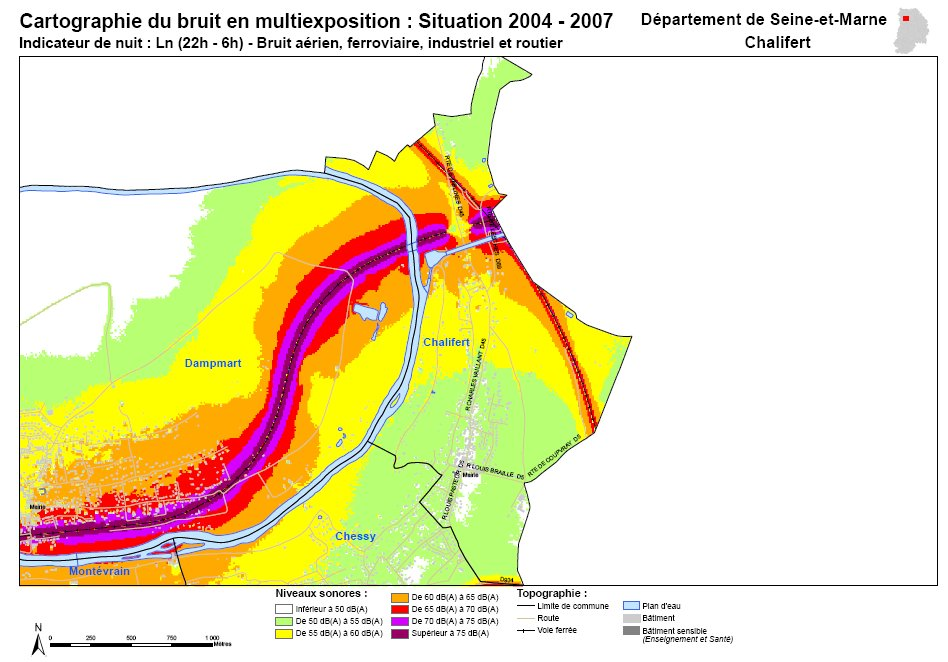
Carte de bruit multi-exposition Ln de Chalifert.

La directive européenne 2002/49/CE sur l'évaluation et la gestion du bruit dans l'environnement vise, au moyen de cartes de bruit stratégiques à évaluer de façon harmonisée l'exposition au bruit dans les 25 états-membres. Elle a pour objectif de prévenir et de réduire les effets du bruit. Elle a été transposée en droit français par ordonnance, ratifiée par la loi du 26 octobre 2005, et figure désormais dans le Code de l’Environnement. Le décret d'application no 2006-361 a été publié au journal officiel du 26 mars 2006.
La cartographie stratégique du bruit permet une représentation des niveaux de bruit, de dénombrer la population exposée, de quantifier les nuisances et d'élaborer des plans d'action (préservation des zones calmes). Les cartes de bruit sont élaborées pour les grandes infrastructures et dans les grandes agglomérations. C'est en tant que village inclus dans l'agglomération parisienne (cf. annexe du décret sus-cité) que Chalifert, en partenariat avec le conseil général de Seine-et-Marne, a élaboré ces cartes.
Les données globales (carte multi-expositions) montrent que la commune de Chalifert est principalement exposée au bruit ferroviaire. Le bruit routier est présent de manière diffuse et modérée sur le territoire de la commune. En effet, la totalité de la population est exposée à moins de 65 dB(A) vis-à-vis du bruit routier, pour l’indicateur LDEN, et à moins de 55 dB(A) pour la période nocturne (indicateur LN). En revanche, concernant le bruit ferroviaire, 14 % de la population sont potentiellement exposés à des niveaux de bruit supérieurs à 65 dB(A) en LDEN, et 8 % restent exposés à plus de 60 dB(A) en LN. Les données d’exposition de la population au bruit global (cumul des sources) sont très proches de celles du bruit ferroviaire, montrant clairement que la problématique de bruit dans l’environnement sur la commune de Chalifert est essentiellement d’ordre ferroviaire. La population n’est pas exposée aux bruits industriels et aériens, du moins au sens des critères de représentation cartographique pris en considération dans le cadre de l’application de la directive européenne.
Globalement, le constat effectué indique que l’environnement sonore de la commune de Chalifert est relativement modéré, malgré la présence de bruit ferroviaire (lié à la ligne Paris – Meaux principalement) couvrant la partie nord du territoire communal. Les secteurs urbanisés de la commune sont relativement épargnés du bruit des infrastructures environnantes, car éloignés des axes majeurs, et aucun dépassement potentiel de valeurs limites n’est relevé. La cartographie du bruit global de la commune de Chalifert ne laisse pas apparaître de « zone calme » étendue en termes de niveaux sonores, si l’on s’en tient au critère LDEN < 50 dBA. Cependant, des zones de superficie plus ou moins restreinte, notamment dans ou à proximité du bourg (la zone la moins exposée au bruit du territoire) sont susceptibles de faire l’objet d’actions de préservation du calme (par exemple, Bois centre village, Parc du Château, bords de Marne, etc.). Elles pourront éventuellement être proposées dans le cadre du PPBE en lien avec la nature de l’occupation des sols et, le cas échéant, les actions de protection ou valorisation environnementale en cours sur la commune.
Pour le bruit ferroviaire, principale source de nuisance sonore sur la commune, le bureau d’étude préconise une concertation qui devra être assurée avec Réseau ferré de France (RFF) - et si possible en collaboration avec les communes voisines également concernées par le bruit de la ligne Paris-Meaux (Dampmart, Thorigny…), afin d’évaluer les possibilités d’actions, notamment pour la réduction des nuisances sonores nocturnes. Mais dans la mesure où l’essentiel des problématiques acoustiques est lié à des sources exploitées par des acteurs extérieurs à la collectivité, les décisions d’actions envisageables et leur programmation ne peut se faire qu’en étroite concertation avec les gestionnaires concernés, ce qui limite sensiblement les possibilités d’action.

#### Zonage assainissement
Dans le cadre de la loi sur l’eau du 3 janvier 1992 et du décret no 94-469 du 3 juin 1994 relatifs aux eaux usées urbaines, les communes ont pour obligation de mettre en place un zonage assainissement. Le décret no 94-469 reconnaît l’assainissement non collectif comme une solution pérenne alternative à l’assainissement collectif lorsque celui-ci « ne se justifie pas soit parce qu’il ne présente pas d’intérêt pour l’environnement, soit parce son coût serait excessif ».
C’est donc dans cette logique de justification, d’optimisation et de réduction des risques que la commune de Chalifert a élaboré son plan de zonage. Compte tenu de la topographie, des caractéristiques des milieux récepteurs et de leur fragilité, le zonage assainissement combine les deux formes, à savoir le collectif et l’individuel.
Seront retenues : 
- la zone située au centre bourg et sur le versant ouest, sont ou seront, à terme, raccordées à un égout public gravitaire et séparatif,
- la zone située en zone inondable demeurera sous le régime de l’assainissement non collectif,
- les zones situées sur le versant nord et nord-est demeureront sous le régime de l’assainissement non-collectif.

### Commissions

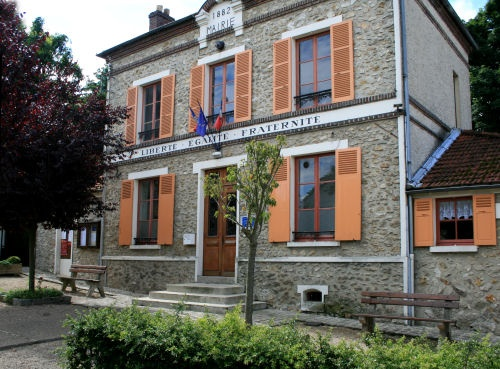
Mairie de Chalifert.

Les commissions se définissent selon les nécessités de fonctionnement de la vie communale. Elles préparent les débats du conseil communal. Il convient de distinguer les commissions à caractère permanent qui sont, dans ce cas, constituées dès le début du mandat du conseil, des commissions temporaires qui sont créées, par arrêté du maire, en fonction des impératifs ou des objectifs apparus en cours de mandat.
Les commissions peuvent se structurer en sous-commissions pour des thématiques plus ciblées ou pour répondre à des exigences réglementaires. Lorsqu'une sous-commission est créée par arrêté ou répond à une exigence réglementaires elle porte le titre de commission.

### Structures et associations
Pour la gestion de certaines activités d’intérêt intercommunal que ce soit du domaine du service public, de la valorisation ou de la protection de l'environnement, la commune de Chalifert siège dans diverses structures et associations.

### Finances locales
Budget primitif 2014 :
|          | Section fonctionnement | Section investissement |
| Recettes | 1 469 021 €            | 1 307 678 €            |
| Dépenses | 1 469 021 €            | 1 307 678 €            |
| -------- | ---------------------- | ---------------------- |

### Instances administratives
Chalifert est placé sous l'autorité du commissaire de police, basé à Torcy, ce district compte cinq commissariats de police. Celui de Chessy assure les missions qui incombe à la police sur le territoire communal.
La commune de Chalifert est rattachée au centre d'incendie et de secours de Chessy.

## Population et société

### Démographie

#### Évolution démographique
L'évolution du nombre d'habitants est connue à travers les recensements de la population effectués dans la commune depuis 1793. Pour les communes de moins de 10 000 habitants, une enquête de recensement portant sur toute la population est réalisée tous les cinq ans, les populations de référence des années intermédiaires étant quant à elles estimées par interpolation ou extrapolation. Pour la commune, le premier recensement exhaustif entrant dans le cadre du nouveau dispositif a été réalisé en 2006.

En 2022, la commune comptait 1 581 habitants, en évolution de +25,18 % par rapport à 2016 (Seine-et-Marne : +3,92 %, France hors Mayotte : +2,11 %).
| 1793 | 1800 | 1806 | 1821 | 1831 | 1836 | 1841 | 1846 | 1851 |
| ---- | ---- | ---- | ---- | ---- | ---- | ---- | ---- | ---- |
| 432  | 454  | 418  | 401  | 391  | 355  | 339  | 361  | 314  |

| 1856 | 1861 | 1866 | 1872 | 1876 | 1881 | 1886 | 1891 | 1896 |
| ---- | ---- | ---- | ---- | ---- | ---- | ---- | ---- | ---- |
| 278  | 271  | 268  | 260  | 242  | 241  | 231  | 208  | 217  |

| 1901 | 1906 | 1911 | 1921 | 1926 | 1931 | 1936 | 1946 | 1954 |
| ---- | ---- | ---- | ---- | ---- | ---- | ---- | ---- | ---- |
| 215  | 191  | 202  | 178  | 191  | 236  | 200  | 176  | 235  |

| 1962 | 1968 | 1975 | 1982 | 1990 | 1999  | 2006  | 2011  | 2016  |
| ---- | ---- | ---- | ---- | ---- | ----- | ----- | ----- | ----- |
| 299  | 339  | 462  | 603  | 831  | 1 055 | 1 161 | 1 234 | 1 263 |

| 2021  | 2022  | - | - | - | - | - | - | - |
| ----- | ----- | - | - | - | - | - | - | - |
| 1 482 | 1 581 | - | - | - | - | - | - | - |

#### Pyramide des âges
En 2018, le taux de personnes d'un âge inférieur à 30 ans s'élève à 36,8 %, soit en dessous de la moyenne départementale (39,6 %). De même, le taux de personnes d'âge supérieur à 60 ans est de 16,8 % la même année, alors qu'il est de 19,9 % au niveau départemental.
En 2018, la commune comptait 665 hommes pour 616 femmes, soit un taux de 51,91 % d'hommes, largement supérieur au taux départemental (48,69 %).
Les pyramides des âges de la commune et du département s'établissent comme suit.
| Hommes | Classe d’âge | Femmes |
| ------ | ------------ | ------ |
| 0,2    | 90 ou +      | 0,0    |
| 3,5    | 75-89 ans    | 3,8    |
| 12,7   | 60-74 ans    | 13,3   |
| 23,8   | 45-59 ans    | 24,6   |
| 21,3   | 30-44 ans    | 23,2   |
| 17,2   | 15-29 ans    | 15,8   |
| 21,2   | 0-14 ans     | 19,3   |

| Hommes | Classe d’âge | Femmes |
| ------ | ------------ | ------ |
| 0,4    | 90 ou +      | 1,2    |
| 4,9    | 75-89 ans    | 6,5    |
| 13,6   | 60-74 ans    | 14,3   |
| 20,2   | 45-59 ans    | 19,8   |
| 20,1   | 30-44 ans    | 20,6   |
| 19,2   | 15-29 ans    | 17,9   |
| 21,7   | 0-14 ans     | 19,7   |

### Enseignement

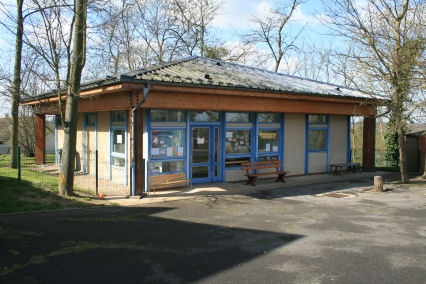
Le pavillon accueillant la bibliothèque.

Les élèves de Chalifert sont rattachés à l'académie de Créteil.
Pour la rentrée scolaire 2008-2009, l'école du Clos de la Fontaine accueille 120 élèves répartis en cinq classes de double niveaux.
- 13 petite section – 14 moyenne section = 27 élèves
- 16 grande section – 6 CP = 22 élèves
- 6 CP – 17 CE1 = 23 élèves
- 14 CE2 – 10 CM1 = 24 élèves
- 6 CM1 – 18 CM2 = 24 élèves

Une garderie est assurée le matin et le soir. Une cantine permet aux demi-pensionnaires de se restaurer sur place.
Les collégiens se rendent au collège du Vieux-Chêne de Chessy. Les lycéens, quant à eux, vont pour la plupart dans les établissements de Lagny-sur-Marne.

### Centre de loisirs
Le centre de loisirs sans hébergement accueille les enfants de 3 ans à 12 ans, les mercredis et pendant les vacances scolaires. Il est implanté dans le château et par convention ouverts aux enfants de Lesches.

### Santé
Il n'y a aucun professionnel de santé implanté à Chalifert. L'hôpital le plus proche est le  Centre Hospitalier de Marne-la-Vallée.
Concernant les services de soins infirmiers à domicile (SSIAD), la commune de Chalifert est rattaché à celle de Pomponne.

### Sports
Chalifert dispose d'un stade de football regroupant deux terrains et deux courts de tennis non couverts. La gestion du centre hippique est assurée par une structure privée. Un terrain de basket et une table de ping-pong en plein air sont en accès libre.
Les associations sportives sont :
- Chalipaddyfootball, qui a pour but de promouvoir la pratique d’un football ludique et convivial en dehors de tout championnat ou toute compétition ;
- Karaté Club de Chalifert ;
- Tennis Club de Chalifert ;
- les écuries de Chalifert[73],[74] ;
- le club nautique du Plan d'eau (CNPE)[75] : le bail avec les Voies navigables de France a permis de créer une base nautique avec des places à l’eau à proximité de l’anneau de vitesse sur la Marne.

### Cultes
Fermée pendant plusieurs années à la suite d'un effondrement partiel du plafond, l'église Saint-André a été rouverte en 2008 lors d'une messe en présence de Mgr Albert-Marie de Monléon, évêque de Meaux. La messe est célébrée chaque mardi.

## Économie

### Revenus de la population et fiscalité
En 2018, le nombre de ménages fiscaux de la commune était de 483, représentant 1 308 personnes et la  médiane du revenu disponible par unité de consommation  de 26 950 euros.

### Emploi
En 2018, le nombre total d’emplois dans la zone était de 160, occupant 630 actifs  résidants (dont 15,9 % dans la commune de résidence et 84,1 % dans une commune autre que la commune de résidence).
Le taux d'activité de la population (actifs ayant un emploi) âgée de 15 à 64 ans s'élevait à 70,5 % contre un taux de chômage de 9,3 %.
Les 20,2 % d’inactifs se répartissent de la façon suivante : 9,3 % d’étudiants et stagiaires non rémunérés, 5,7 % de retraités ou préretraités et 8,3 % pour les autres inactifs.

### Secteurs d'activité

#### Entreprises et commerces
En 2019, le nombre d’unités légales et d’établissements (activités marchandes hors agriculture) par secteur d'activité était de 101 dont 5 dans l’industrie manufacturière, industries extractives et autres, 22 dans la construction, 28 dans le commerce de gros et de détail, transports, hébergement et restauration, 6 dans l’Information et communication, 3 dans les activités financières et d'assurance, 3 dans les activités immobilières, 17 dans les activités spécialisées, scientifiques et techniques et activités de services administratifs et de soutien, 4 dans l’administration publique, enseignement, santé humaine et action sociale et 13  étaient relatifs aux autres activités de services.
En 2020, 18 entreprises ont été créées sur le territoire de la commune, dont 16 individuelles.
Au 1er janvier 2021, la commune ne disposait pas d’hôtel et de terrain de camping.

#### Agriculture
La commune de Chalifert est située sur le rebord du plateau de la Brie. La culture y est pratiquée depuis fort longtemps sur les parcelles les moins pentues, grâce à la présence de sol limoneux assez profonds. Les coteaux, plus argileux et caillouteux, étaient ou sont encore partiellement dédiés aux vergers (noyers, arbres fruitiers). Les parties basses, correspondant au lit majeur de la Marne, étaient traditionnellement des pâtures où le bétail descendait brouter pendant la journée. Le caractère inondable de ces pièces de terre les rendait impropre à la culture. Le terrain de football de Chalifert constitue un reliquat de cette époque où la prairie dominait.
Quatre exploitants agricoles cultivent ou exploitent les 60 hectares de surface agricole utile (SAU) de la commune (données 2004). 30 % de cette surface le sont par deux exploitants installés dans la commune, la ferme dite « de toutes les convoitises » et le centre hippique. Le reste, soit 70 % environ, par deux agriculteurs installés sur les communes de Lesches et de Jablines.

## Culture locale et patrimoine

### Monuments et lieux remarquables
La commune ne compte pas de monument répertorié à l'inventaire des monuments historiques (Base Mérimée).

### Autres ieux et monuments
- La tour Taratte, pastiche médiéval du XIXe siècle[81] ;
- L'ancien presbytère XIXe siècle[82] ;
- Une porte cochère rue Louis-Pasteur qui permet l'entrée dans une cour commune, partagée entre plusieurs bâtiments d'habitation et surmontée d'une ou deux pièces d'habitation ;
- Une porte cochère rue Charles-Vaillant ;
- Deux lavoirs ;
- La maison d'habitation de la ferme ;
- Château de la fin du XIXe siècle[83] ;
- La guinguette de l'Ermitage[84] ;
- Trois calvaires[85]. à chacune des entrées du village et portant l'inscription "En l'an 1832 le choléra ravageait la France Dame Labour, Dame Maugis et des habitants de Chalifert firent le vœu d'édifier 3 calvaires si notre commune était préservée : elle le fût, la promesse tenue. Les 3 croix furent élevées en 1853" ;
- L'église Saint-André, auquel il convient d’ajouter le patrimoine mobilier classé suivant : 
  - Statue de Saint Sébastien en plâtre moulé (nef)[86] ;
  - Tableau représentant la flagellation du Christ (nef côté sud )[87] ;
  - Cinq vases-bouquets d'autel (choeur )[88] ;
  - Cloche en bronze[89] ;
  - Neuf bas-reliefs (encastrés dans la boiserie moderne du choeur )[90] ;
  - Tableau representant la Vierge emmaillotant l'Enfant (nef angle nord-ouest )[91] ;
  - Tableau du Christ en prière  du peintre Henry Scheffer de 1852[92].

#### Ouvrages d'art
La commune de Chalifert se situe sur un promontoire très étroit qui est contourné par le viaduc LGV de Chalifert et traversé par les tunnels de Chaliferts.
- Le canal de Chalifert : Le canal de Chalifert fonctionne aujourd'hui comme un simple canal latéral à la Marne. Mais il n'en fut pas toujours ainsi par le passé. Avant la construction du barrage de Meaux sur la Marne, qui stabilise le bief éponyme, ce canal fonctionnait, en fonction du niveau de la rivière, tantôt comme un canal latéral comme aujourd'hui lorsque la Marne était haute, tantôt comme un canal à bief de partage, quand celle-ci était basse. L'animation[93] élaborée dans le cadre du projet Babel[42] vous explique cela. Ce canal traverse le promontoire de Chalifert par un tunnel-canal avant d'être connecté à la Marne par une écluse.
- Le viaduc de Chalifert[94] : l'interconnexion des TGV en Île-de-France se distingue des précédentes lignes nouvelles par une plus forte densité d'ouvrages d'art compte tenu d'un environnement très urbanisé. Le coteau est de Chalifert, dit la côte Saint-Jacques, présentait à cet égard un espace libre mais qui a nécessité la réalisation d'un viaduc de 1 175 m de long. Ce viaduc permet à la LGV de remonter du fond de vallée de la Marne qu'elle a traversé vers la gare de Chessy TGV en contournant l'étroit promontoire de Chalifert par l'est. Sa longueur  le situe parmi les trente plus longs ouvrages d'art de France. Sa construction a duré deux ans. À son plus haut niveau, ce viaduc surplombe la vallée de 40 mètres. Il franchit le canal de Meaux à Chalifert et la voie SNCF Paris-Strasbourg. Il a été inauguré en 1993.
- Tunnels ferroviaires de Chalifert: La ligne de Paris à Strasbourg franchissait le promontoire de Chalifert par un tunnel de 168 m de long mis en service en 1849. Ce tunnel devenait vétuste et un nouveau tunnel de 194 m de long a été percé parallèle au premier. L'ancien tunnel a été conservé dans la perspective d'une éventuelle mise à 4 voies de la ligne entre Paris et Meaux. Le nouveau tunnel est entré en service en 1985.

### Patrimoine naturel
La commune de Chalifert compte plusieurs zones naturelles d'intérêt écologique, faunistique et floristique, faunistique et floristique de type 1 ou 2, plus connues sous l'acronyme ZNIEFF.
Les ZNIEFF de type 1 sont des secteurs caractérisés par leur intérêt biologique remarquable. Ces espaces doivent faire l’objet d’une attention toute particulière lors de tout projet d’aménagement ou de gestion.
Les ZNIEFF de type 2 sont de grands ensembles naturels riches et peu modifiés ou qui offrent des potentialités biologiques importantes. Ces espaces doivent faire l’objet d’une prise en compte systématique dans les programmes de développement afin d’en respecter la dynamique d’ensemble.
| Diren ID | Nom                                         | Communes | Surface Ha | Périmètre km | Type |
| -------- | ------------------------------------------- | --- | ---------- | ------------ | ---- |
| 77132003 | Prés humides de Coupvray                    | Chalifert', Coupvray | 17.64      | 2.55         | 1    |
| 77234001 | Plans d'eau de la Boucle de Jablines        | Annet-sur-Marne, Chalifert, Jablines | 510.27     | 14.33        | 1    |
| 77234002 | Marais de Lesches et Prés humides du refuge | Chalifert, Jablines, Lesches, Précy-sur-Marne | 253.53     | 12.66        | 1    |
| 77234021 | Vallée de la Marne de Coupvray à Pomponne   | Annet-sur-Marne, Carnetin, Chalifert, Claye-Souilly, Coupvray, Dampmart, Fresnes-sur-Marne, Isles-les-Villenoy, Jablines, Lesches, Pomponne, Précy-sur-Marne | 3609.13    | 69.84        | 2    |

Par ailleurs le « Marais de Lesches et Prés humides du refuge » :
- depuis 1987 bénéficie d'un arrêté préfectoral de protection du biotope[95], du fait qu'il constitue une aire de reproduction pour le grand brochet (Esox lucius, Linnaeus, 1758).
- est inclus dans site Natura 2000 des Boucles de la Marne, ayant le statut de Zone de protection spéciale (ZPS)[96].
- est inclus dans le périmètre d'un espace naturel sensible (ENS)[97].

Sont également inclus dans le périmètre d'un espaces naturels sensibles (ENS) :
- Les bords de Marne. Le conseil général a répondu à la demande des communes de Chessy et Chalifert pour protéger un espace naturel sensible. Sur une surface de 36 ha, boisements, prairies, parcelles aménagées dont un "jardin de sculptures" formeront des boucles de promenade le long des bords de la Marne.
- Les prés humides de Coupvray.

La Direction régionale de l'environnement Île-de-France, a rassemblé l'ensemble des emprises de ces divers classements dans le système cartographique Carmen (cartographie du ministère chargé de l’Environnement).

### Patrimoine culturel

#### Bibliothèque
La bibliothèque est ouverte au public. Son fonctionnement est assuré par des bénévoles ce qui restreint fortement ses horaires d'accès. Les élèves sont accueillis deux fois par semaine.
Dans le cadre d'un partenariat avec la médiathèque de Melun, il est possible de faire des demandes de livres.
La bibliothèque travaille en relation avec le centre de loisirs tous les mercredis après-midi. Elle se charge de mettre à la disposition des animateurs du centre de loisirs de Chalifert des ouvrages répondant aux différents projets pédagogiques.
Des campagnes de désherbage sont assurées par la médiathèque de Melun. Les livres écartés sont confiés à la Commission culture-sport–patrimoine et tourisme qui assure leur diffusion via le principe du bookcrossing.

#### Loisirs
- Club loisirs, qui permet aux habitants de se rencontrer et d'échanger les mêmes passions pour la lecture ou les jeux de salon.
- Comité des fêtes, chargé de l'organisation de manifestations (brocantes, loto, marché de Noël, etc.).
- Île de loisirs de Jablines-Annet[62] : Chalifert fait partie du Syndicat de gestion de la base de loisirs (GIJA). À ce titre, les habitants de la commune bénéficient d’un tarif préférentiel, ils peuvent se faire établir une carte qui leur permettra un accès illimité pour 7 € au lieu du tarif adulte habituel de 4,50 € par entrée.
- Chalif'Art, association qui propose chaque été des stages d'initiation et de perfectionnement aux techniques artistiques[100].
- Assontic, association qui propose des cours d'initiation et de perfectionnement en informatique et Internet, ainsi que des ateliers collectifs de loisirs créatifs[101].

Par décision du conseil municipal du 15 avril 2008, chaque association bénéficie d’une subvention de base de 500 € à laquelle vient s’ajouter une somme forfaitaire de 47,56 € pour chaque adhérent chaliférois, que cette association ait son siège à Chalifert ou ailleurs. En fait Chalifert n'est pas en mesure d'accueillir les associations et les structures permettant aux administrés d'avoir accès à toutes les formes de loisirs. Aussi la commune de Chalifert soutient financièrement les associations extra-municipales accueillant des Chaliferois par le biais d'une subvention qui leur est accordée en fonction du nombre d'adhérents de la commune. Ces associations sont :
- Art et mouvement : cours de danse et d'exercices corporels[103]., à Chessy.
- Compagnie du Casse-tête : théâtre et spectacle[104], à Chessy.
- Culture Art et Passion théâtre : danse et musique, à Chessy.
- École de Musique de Chessy : chant et musique, à Chessy.

### Personnalités liées à la commune
- Charles Vaillant (6 août 1872 - 4 décembre 1939) : pionnier de la radiologie - conseiller municipal de 1912 à 1919 - inhumé dans le cimetière communal.
- André Houpert (né à Chalifert le 29 mai 1885, décédé à New York le 4 avril 1963[105]) : pionnier de l'aviation[106], instructeur d'Harriet Quimby et Matilde Moisant, respectivement première et deuxième femmes pilotes brevetées aux États-Unis (la première devint notamment, en 1912, la première femme à traverser la Manche aux commandes d'un avion).
- Francis Llacer (9 septembre 1971 -) : footballeur - a vécu à Chalifert et fait ses débuts au sein du club de football local.

### Héraldique, devise et logotype
| Blason de Chalifert | D'azur à un chevron d'or, accompagné en chef de deux gerbes de blé de cinq épis du même, et en pointe d'une aigle du même, au chef vairé de gueules et d'argent. Le blason de la commune a été créé en 1991 par le maire Claude Perryer. |